# 佩卡里 (卡尼夫區)
49°42′10″N 31°32′57″E / 49.70278°N 31.54917°E
佩卡里（烏克蘭語：Пекарі）是位於烏克蘭中部的村莊，由切爾卡瑟州切爾卡瑟區的卡尼夫市鎮負責管轄。該村始建於年，面積平方公里，海拔高度米，2001年人口，人口密度每平方公里人。